# 皮奇霍雷
皮奇霍雷（Pichhore），是印度中央邦Gwalior县的一个城镇。总人口11725（2001年）。

## 人口
该地2001年总人口11725人，其中男性6209人，女性5516人；0—6岁人口2019人，其中男1083人，女936人；识字率52.24%，其中男性为63.46%，女性为39.61%。